# Campeonato Europeo de Ciclismo en Pista de 2015
El VI Campeonato Europeo de Ciclismo en Pista se celebró en Grenchen (Suiza) entre el 14 y el 18 de octubre de 2015 bajo la organización de la Unión Europea de Ciclismo (UEC) y la Federación Suiza de Ciclismo "Swiss Cycling".
Las competiciones se realizaron en el Velódromo Suiza de la ciudad helvética. Fueron disputadas 21 pruebas, 11 masculinas y 10 femeninas.

## Medallistas

### Masculino
| Evento                          | Oro | Plata                                                                        | Bronce |
| ------------------------------- | --- | ---------------------------------------------------------------------------- | --- |
| Velocidad individual (16.10)    | Jeffrey Hoogland · Países Bajos                                                                             | Max Niederlag · Alemania                                                     | Damian Zieliński · Polonia                                                                                 |
| Velocidad por equipos (15.10)   | Países Bajos · Nils van 't Hoenderdaal · Jeffrey Hoogland · Hugo Haak · 43,232                              | Polonia · Grzegorz Drejgier · Rafał Sarnecki · Krzysztof Maksel · 43,358     | Alemania · Robert Förstemann · Max Niederlag · Joachim Eilers · Maximilian Levy · 43,210                   |
| Persecución individual (17.10)  | Stefan Küng · Suiza · 4:14,992                                                                              | Domenic Weinstein · Alemania · 4:17,775                                      | Dion Beukeboom · Países Bajos · 4:21,669                                                                   |
| Persecución por equipos (15.10) | Reino Unido Jonathan Dibben Owain Doull Andrew Tennant Bradley Wiggins Steven Burke Matthew Gibson 3:55,243 | Suiza · Silvan Dillier · Stefan Küng · Frank Pasche · Théry Schir · 3:57,245 | Dinamarca Lasse Norman Hansen Daniel Hartvig Casper Pedersen Rasmus Quaade Mathias Møller Nielsen 3:57,930 |
| 1 km contrarreloj (17.10)       | Jeffrey Hoogland · Países Bajos · 1:00,350                                                                  | Joachim Eilers · Alemania · 1:00,569                                         | Robin Wagner · República Checa · 1:01,057                                                                  |
| Carrera por puntos (16.10)      | Wojciech Pszczolarski · Polonia · 24 pts.                                                                   | Benjamin Thomas Francia 21 pts.                                              | Claudio Imhof · Suiza · 19 pts.                                                                            |
| Scratch (15.10)                 | Sebastián Mora Vedri · España                                                                               | Tristan Marguet · Suiza                                                      | Adrian Tekliński · Polonia                                                                                 |
| Keirin (18.10)                  | Pavel Kelemen · República Checa                                                                             | François Pervis Francia                                                      | Denis Dmitriyev · Rusia                                                                                    |
| Madison (18.10)                 | Sebastián Mora Vedri · Albert Torres Barceló · España · 12 pts.                                             | Mijail Radionov · Andrei Sazanov · Rusia · 0 pts.                            | Morgan Kneisky Bryan Coquard Francia 24 (-1) pts.                                                          |
| Eliminación (17.10)             | Bryan Coquard Francia                                                                                       | Simone Consonni · Italia                                                     | Christopher Latham Reino Unido                                                                             |
| Ómnium (17.10)                  | Elia Viviani · Italia · 191 pts.                                                                            | Lasse Norman Hansen Dinamarca 191 pts.                                       | Jonathan Dibben Reino Unido 188 pts.                                                                       |

### Femenino
| Evento                          | Oro                                                                                             | Plata | Bronce                                                                                                  |
| ------------------------------- | ----------------------------------------------------------------------------------------------- | --- | --- |
| Velocidad individual (16.10)    | Elis Ligtlee · Países Bajos                                                                     | Anastasiya Voinova · Rusia | Kristina Vogel · Alemania                                                                               |
| Velocidad por equipos (15.10)   | Rusia · Daria Shmeliova · Anastasiya Voinova · 32,443                                           | Alemania · Miriam Welte · Kristina Vogel · 33,013                                                                                       | Países Bajos · Laurine van Riessen · Elis Ligtlee · 33,091                                              |
| Persecución individual (18.10)  | Katie Archibald Reino Unido 3:32,832                                                            | Élise Delzenne Francia 3:37,331 | Ciara Horne Reino Unido 3:35,288                                                                        |
| Persecución por equipos (15.10) | Reino Unido Laura Trott Katie Archibald Elinor Barker Joanna Rowsell-Shand Ciara Horne 4:17,010 | Rusia · Gulnaz Badykova · Tamara Balabolina · Alexandra Chekina · Mariya Savitskaya · Yevgueniya Romaniuta · Alexandra Goncharova · ALC | Bielorrusia · Katsiaryna Piatrouskaya · Polina Pivavarava · Ina Savenka · Marina Shmayankova · 4:32,595 |
| 500 m contrarreloj (17.10)      | Anastasiya Voinova · Rusia · 32,749 RM                                                          | Elis Ligtlee · Países Bajos · 33,561 | Daria Shmeliova · Rusia · 33,842                                                                        |
| Carrera por puntos (15.10)      | Katarzyna Pawłowska · Polonia · 46 pts.                                                         | Élise Delzenne Francia 35 pts. | Stephanie Pohl · Alemania · 32 pts.                                                                     |
| Scratch (16.10)                 | Laura Trott Reino Unido                                                                         | Kirsten Wild · Países Bajos | Roxane Fournier Francia                                                                                 |
| Keirin (18.10)                  | Elis Ligtlee · Países Bajos                                                                     | Virginie Cueff Francia | Yekaterina Gnidenko · Rusia                                                                             |
| Eliminación (18.10)             | Katie Archibald Reino Unido                                                                     | Annalisa Cucinotta · Italia | Irene Usabiaga Balerdi · España                                                                         |
| Ómnium (18.10)                  | Laura Trott Reino Unido 231 pts.                                                                | Amalie Dideriksen Dinamarca 195 pts. | Aušrinė Trebaitė · Lituania · 185 pts.                                                                  |

## Medallero
| Núm. | País            | Oro | Plata | Bronce | Total |
| ---- | --------------- | --- | ----- | ------ | ----- |
| 1    | Reino Unido     | 6   | 0     | 3      | 9     |
| 2    | Países Bajos    | 5   | 2     | 2      | 9     |
| 3    | Rusia           | 2   | 3     | 3      | 8     |
| 4    | Polonia         | 2   | 1     | 2      | 5     |
| 5    | España          | 2   | 0     | 1      | 3     |
| 6    | Francia         | 1   | 5     | 2      | 8     |
| 7    | Suiza           | 1   | 2     | 1      | 4     |
| 8    | Italia          | 1   | 2     | 0      | 3     |
| 9    | República Checa | 1   | 0     | 1      | 2     |
| 10   | Alemania        | 0   | 4     | 3      | 7     |
| 11   | Dinamarca       | 0   | 2     | 1      | 3     |
| 12   | Bielorrusia     | 0   | 0     | 1      | 1     |
| 12   | Lituania        | 0   | 0     | 1      | 1     |
|      | TOTAL           | 21  | 21    | 21     | 63    |